# Chinchippus
Genre
Chinchippus est un genre de solifuges de la famille des Ammotrechidae.

## Distribution
Les espèces de ce genre sont endémiques du Pérou.

## Liste des espèces
Selon Solifuges of the World (version 1.0) :
- Chinchippus peruvianus Chamberlin, 1920
- Chinchippus viejaensis Catenazzi, Brookhart & Cushing, 2009

## Publication originale
- Chamberlin, 1920 : South American Arachnida, chiefly from the guano islands of Peru. Brooklyn Museum of Science Bulletin, vol. 3, no 2, p. 35-44.